# Liaoella alternativa
Liaoella alternativa är en stekelart som beskrevs av Xiao och Huang 1999. Liaoella alternativa ingår i släktet Liaoella och familjen puppglanssteklar. Inga underarter finns listade i Catalogue of Life.